# الدینووا دو ابرو
الدینووا دو ابرو (به اسپانیایی: Aldeanueva de Ebro) یک شهرستان در اسپانیا است که در لاریوخا واقع شده‌است.

## خصوصیات
الدینووا دو ابرو ۳۹٫۰۸ کیلومترمربع مساحت و ۲٬۷۷۴ نفر جمعیت دارد.